# Himali
Himali (en népalais : हिमाली) est une municipalité rurale du Népal située dans le district de Bajura. Au recensement de 2011, elle comptait 9 214 habitants.
Elle regroupe les anciens comités de développement villageois de Bichhiya, Rugin et d'une partie de Baddhu.